# Кофактор

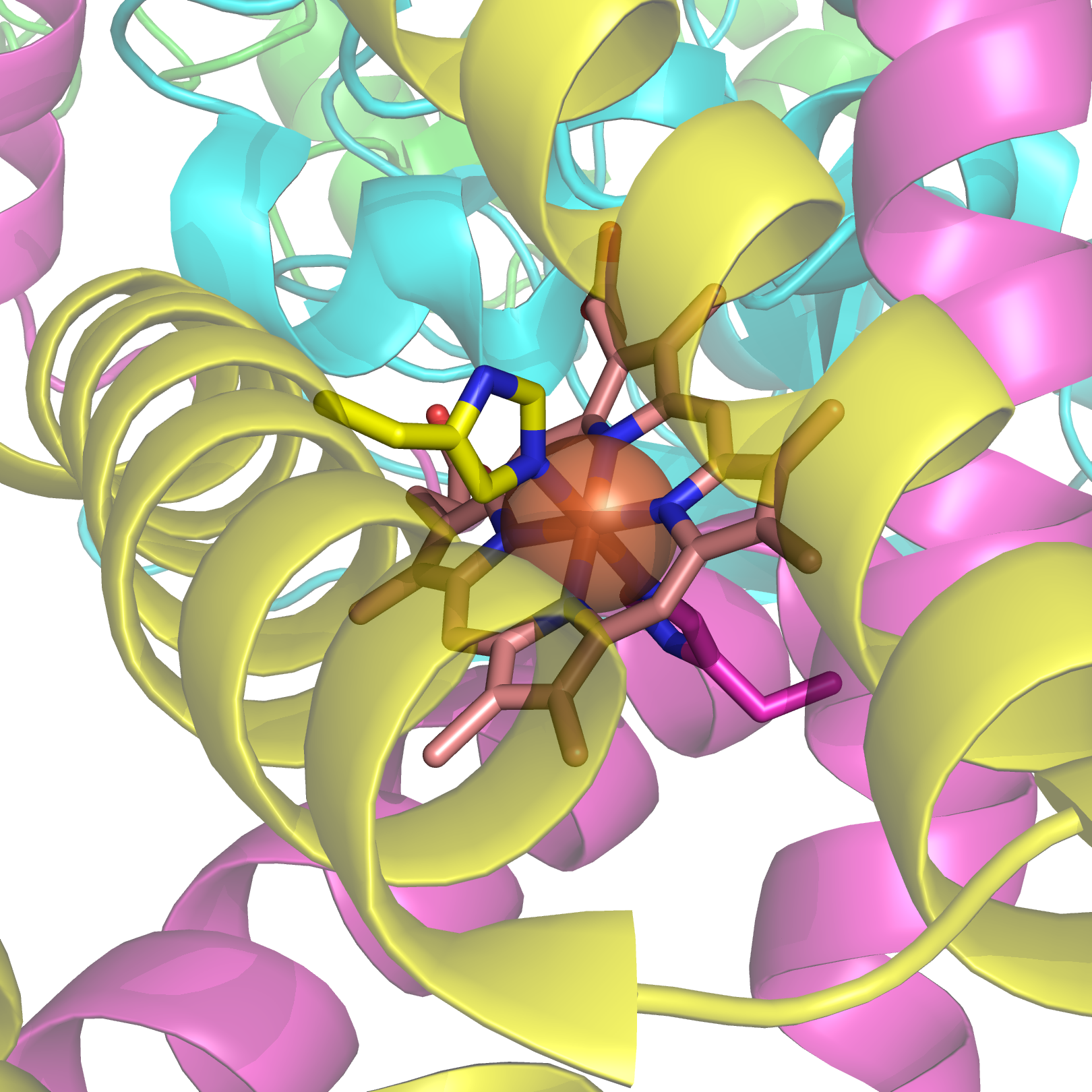
Кофактор (у цьому випадку гем), зв'язаний з ферментом сукцинат дегідрогеназа, залученим у електронно-транспортний ланцюжок мітохондрій. Велика напівпрозора сфера вказує на розташування іона заліза.

Кофа́ктор — небілкова (неамінокислотна) хімічна сполука, органічна або неорганічна, що зв'язується (щільно або вільно) з білками (найчастіше ферментами) і потрібна для виконання білком своєї біологічної функції. Вони можуть розглядатися як «допоміжні молекули/іони», які допомагають в біохімічних перетвореннях білка. Певні речовини, такі як вода і поширені іони, хоча і зв'язуються білками, не вважаються кофакторами, тому що вони усюдисущі і рідко обмежують утворення активної форми білка.
Кофактори зазвичай поділяють на дві великі групи: коферменти і простетичні групи. Коферменти дуже вільно зв'язуються з ферментами та іншими білками та легко вивільняються в процесі нормального каталітичного циклу. Їхньою головною роллю зазвичай є перенесення хімічних груп між білками. На відміну від них, простетичні групи зв'язуються дуже щільно і формують постійну частину структури білка.
Білок без зв'язаного кофактору називається апопротеїном (апоферментом у випадку ферментів), а повний активний білок разом із приєднаним кофактором або кількома кофакторами — голопротеїном (голоферментом).